# Funky Man
«Funky Man» es un sencillo de Dee Dee King, el alias rapero de Dee Dee Ramone bajista de Ramones. Fue lanzado en formato de Doce pulgadas, junto con el lado B, la cual es una versión dub de la canción.
El sencillo fue registrado cuando Dee Dee salió de un tratamiento para dejar las drogas, fue entonces donde conoció el rap. Todavía era integrante de Ramones cuando éste fue lanzado. En 1989 dejó la banda y lanzó su primer álbum de larga duración, Standing in the Spotlight.

## Canciones
1. «Funky Man» – 4:48
2. «Funky Man» (Dub) – 6:50